# Orthopodomyia wanxianensis
Orthopodomyia wanxianensis är en tvåvingeart som beskrevs av Si Peng Lei 1991. Orthopodomyia wanxianensis ingår i släktet Orthopodomyia och familjen stickmyggor. Inga underarter finns listade i Catalogue of Life.